# Nolina durangensis
Nolina durangensis är en sparrisväxtart som beskrevs av William Trelease. Nolina durangensis ingår i släktet Nolina och familjen sparrisväxter. Inga underarter finns listade i Catalogue of Life.

## Bildgalleri

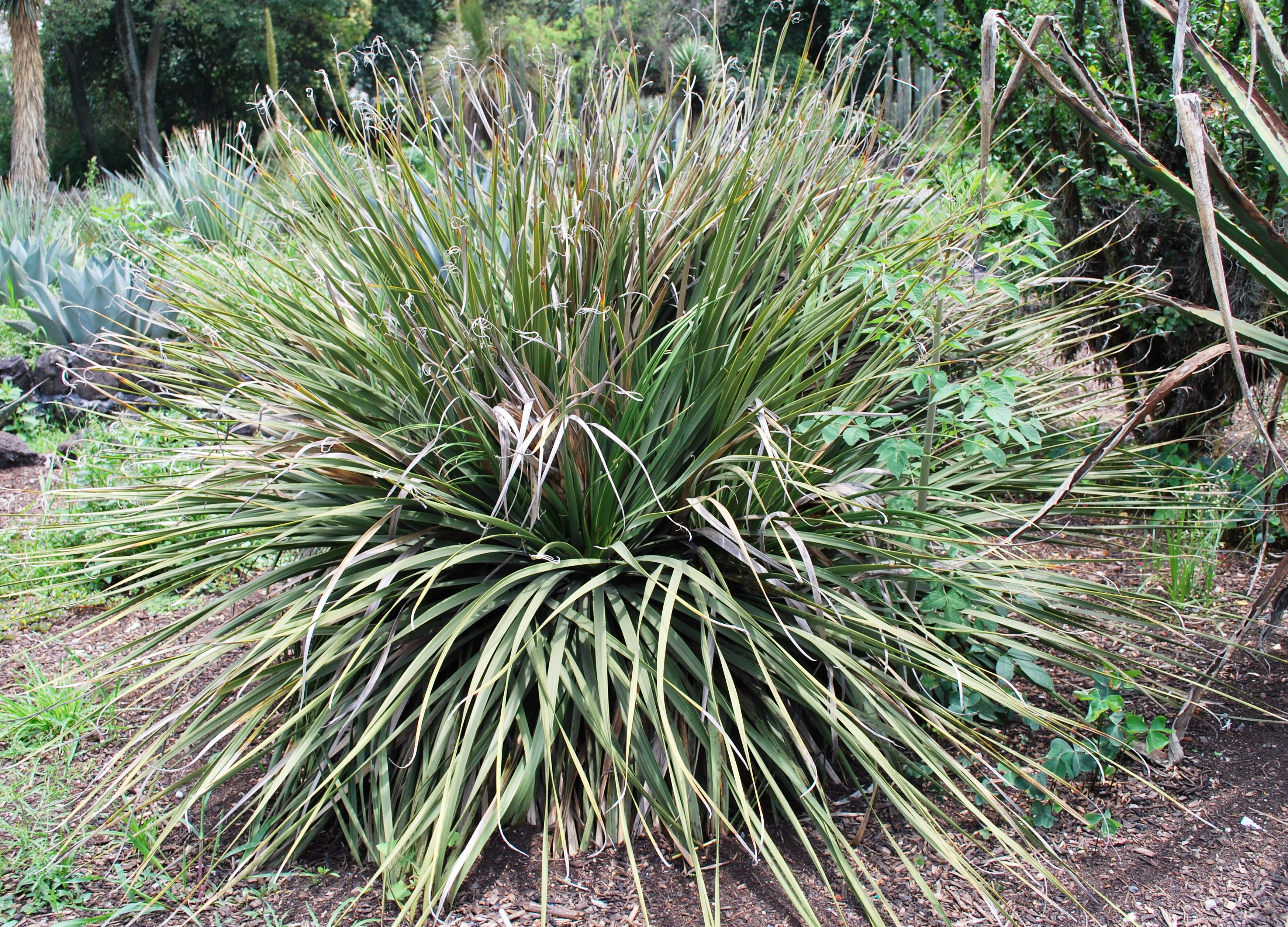